# 海賊王国コロンブス
『海賊王国コロンブス』（かいぞくおうこくコロンブス）は、GREEが開発、運営する携帯電話専用のソーシャルゲーム。

## ゲーム概要
ユーザーは海賊となり、アジトと呼ばれる自らの町を所有する。クエストを実行して金貨を稼ぎ、他のユーザーにバトルを仕掛けて財宝を盗むことで懸賞金を上げていく。アジトカードやキャプテンカードを配置して戦闘力や護衛力を上げる。また、他のユーザーと仲間になり、アイテム（武器・防具・乗り物）や財宝をプレゼントし合ったり、神を協力して倒すこともできる。
2013年現在、GREEの主力ゲームの一つであり、2013年1月1日 - 3日のCM放送数ランキングでは1位を獲得した。

## ゲームの流れ
最強の海賊王国を目指し、クエスト・バトルを通して懸賞金を上げ、他の海賊と交流しながらゲームを進めていく。

### クエスト
1. 決められた数の航海船団を消費してクエストを実行すると、アジトを発展させるために必要な財宝やアジトカードを手に入れる。経験値や金貨も得ることができ、自身のレベルが上げる。
2. 稼いだ金貨で武器、防具、乗り物を購入し、攻撃力・防御力を上げる。
3. クエストクリアごとにボスが登場し、海賊団仲間（自分のタイプ以外の2名）と一緒に戦う事が出来る。

## キャンペーン
2011年10月にシンガーソングライターの福山雅治がCM出演及び企画の一環による一部のキャラクターデザインを担当した。